# Чама Ча Мапиндузи
Чама Ча Мапиндузи (суахили Chama cha Mapinduzi — Партия революции, Революционная партия) — правящая в Танзании политическая партия социалистического толка. Основана по инициативе Джулиуса Ньерере 5 февраля 1977 года и с тех пор доминирует в политике этой страны. Предшественником партии являлся основанный в 1954 году Африканский национальный союз Танганьики (Национальный союз африканцев Танганьики, ТАНУ), объединившийся с занзибарской партией Афро-Ширази (существовавшей с 1957 году и слившейся с партией Умма в 1964 году).

## История и идеология
Изначально партия считалась «революционно-демократической» и придерживалась африканского варианта социализма «с опорой на собственные силы», поддерживала коллективное сельское хозяйство (уджамаа), а также идеи панафриканской солидарности и неприсоединения. После ухода Ньерере с поста президента страны партия отошла от своих идеологических установок к центристским позициям и прагматизму, отстаивая рыночную экономику, частичную приватизацию и экономическую модернизацию.
Первым основным программным документом ЧЧМ была Арушская декларация — заявление президента Ньерере, принятое в январе 1967 года на Национальной конференции Африканского национального союза Танганьики. В нём излагались принципы социализма, основанного на равенстве, политических свободах и экономической справедливости. Целью государственного вмешательства в экономику признавалось предотвращение эксплуатации человека человеком и накопления в частных руках богатств, несовместимых с построением бесклассового общества. В числе целей декларации заявлялись защита человеческого достоинства (в соответствии с Всеобщей декларацией прав человека); закрепление демократического социалистического характера правительства; искоренение бедности, невежества и болезней; борьба против колониализма, неоколониализма, империализма и всех форм дискриминации; поддержка коллективной собственности на средства производства; достижение мира во всём мире и др.
Арушская декларация провозглашала развитие страны по некапиталистическому пути через обобществление основных средств производства и передачу их самим рабочим и крестьянам. В частности, в Танзании была проведена национализация иностранных банков, промышленных и торговых предприятий, внешнеторговых организаций, сельскохозяйственных плантаций, принадлежащих иностранцам. В сельской местности осуществлялись аграрные преобразования путём кооперирования крестьянства с помощью создания «социалистических деревень» («виджидживья уджамаа») — товариществ по совместной обработке земли, где сохранялись традиционные «африканские» хозяйственные отношения. В деревнях был принят на вооружение принцип общинности, вследствие чего коллективными были все источники воды, магазины, школы, медицинские пункты.
Настаивая на приоритете коллективной и кооперативной собственности, ЧЧМ с 1977 года допускала частные инвестиции иностранного и местного капитала. Однако членам правящей партии запрещалось владеть ценными бумагами и акциями компаний, получать более одной зарплаты или иметь в собственности более одного дома; им предписывалась крайняя экономия касательно личного потребления и признание движущей силой общества морально-этического совершенствования людей. Таким образом, в первое десятилетие своего существования ЧЧМ объединяла крестьян, рабочих, служащих, представителей интеллигенции и мелкой буржуазии.
Конституция Объединённой Республики Танзания, принятая в 1977 году закрепляла положение о «руководящей роли» ЧЧМ. При этом однопартийная система трактовалась как инструмент для избежания проявлений трайбализма, поскольку Танзанию населяют более чем 120 этнических групп; выборы в представительские органы власти продолжали проводиться на альтернативной основе (выдвигались по крайней мере по двое кандидатов от ЧЧМ). После внесения в конституцию поправок от 1 июля 1992 года в Танзании была введена многопартийность, но ЧЧМ осталась партией-гегемоном. Лишь на Занзибаре ей некоторую реальную конкуренцию составляет либеральный Гражданский объединённый фронт.
Каждые пять лет ЧЧМ избирала своего председателя, который автоматически назначался президентом и утверждался на референдуме; при этом после добровольной отставки Ньерере все президенты занимали свою должность на протяжении двух сроков. Все четыре председателя партии были президентами Танзании в течение всего срока своего партийного лидерства: пост президента поочерёдно занимали Джулиус Ньерере (до 1985), Али Хасан Мвиньи (1985—1995), Бенджамин Мкапа (1995—2005) и Джакайя Киквете (2005—2015). Президент Джон Магуфули, не являвшийся на момент избрания формальным лидером партии, был избран 30 октября 2015 58,46 % голосов.
Структура ЧЧМ строится по производственно-территориальному принципу: на некоторых предприятиях и в населённых пунктах существуют ячейки и отделения партии, которые на районном уровне объединяются в партийные комитеты. Высшие органы партии — Национальная конференция, Национальный исполком и Центральный комитет.
Печатный орган — газета Uhuru («Свобода»), выходящая на языке суахили.
ЧЧМ принята в Социалистический интернационал в качестве полноправного члена на весеннем конгрессе 4-5 февраля 2013 года.

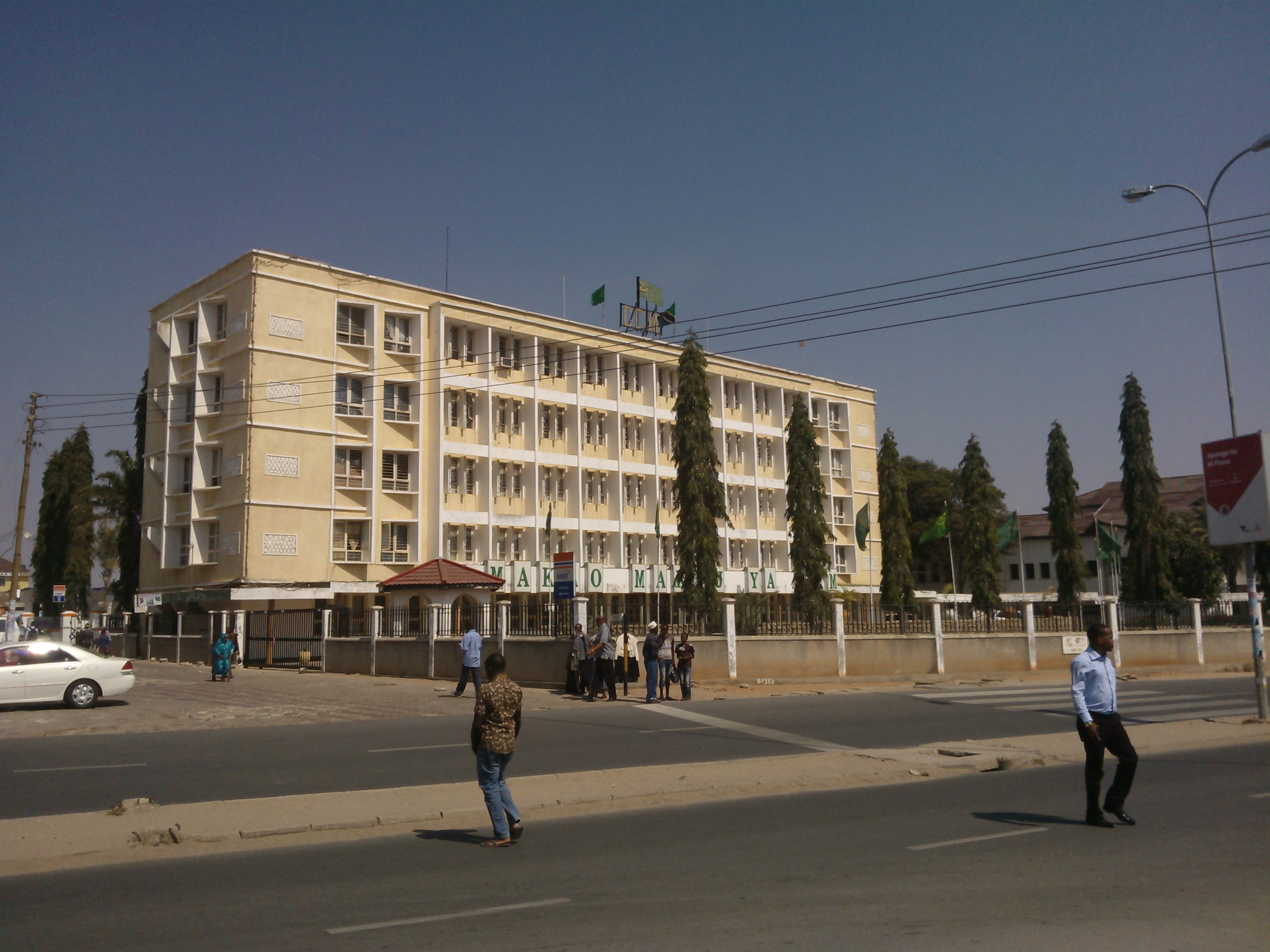
Штаб-квартира в Додоме